# Alchouka (rejon mohylewski)
Alchouka (biał. Альхоўка; ros. Ольховка) – wieś na Białorusi, w obwodzie mohylewskim, w rejonie mohylewskim, w sielsowiecie Siemukaczy.